# Lương Vũ Đông
Lương Vũ Đông (tiếng Trung: 梁武东; bính âm: Liáng Wǔdōng; tháng 3 năm 1959 – 25 tháng 1 năm 2020) là một bác sĩ tại Bệnh viện Tân Hoa ở Hồ Bắc, bác sĩ thứ nhất mất vì đại dịch COVID-19 do nhiễm trùng bệnh viện.

## Cuộc đời
Lương đã là người giám đốc của khoa tai-mũi-họng của một bệnh viện chuyên về ngành y học Phương Tây và ngành y học cổ truyền của Trung Quốc (bệnh viện Tân Hoa). Anh có tiền sử rối loạn nhịp tim và rung nhĩ dai dẳng. Vào ngày 16 tháng 1 năm 2020, Lương cảm thấy không khỏe, sốt cao và ớn lạnh. Anh đến Bệnh viện Tây y và Trung y tỉnh Hồ Bắc để điều trị và kết quả chụp cắt lớp cho thấy phổi anh có kết trắng và xuất hiện các triệu chứng của nhiễm trùng phổi. Sau khi được chẩn đoán bị mắc bệnh virus corona 2019, anh được đưa vào khu cách ly để điều trị tại bệnh viện, và được chuyển đến Bệnh viện Kim Ngân Đàm vào ngày 18 tháng 1 năm 2020 để tiếp tục điều trị. Vào 7 giờ sáng, ngày 25 tháng 1 năm 2020, Lương qua đời ở 60 tuổi. Vào ngày 3 tháng 2, San Tây Chẩn Tập đoàn Nhân Ái Thiên Sứ Cơ Kim (山西振东集团仁爱天使基金) đã tặng 100,000 nguyên cho gia đình Lương Vũ Đông và tặng 2,000 nguyên cho chi phí sinh hoạt.